# Jogos Paralímpicos de Verão de 1960
Os Jogos Paralímpicos de Verão de 1960, aconteceram pela primeira vez, em Roma, na Itália, entre os dias 18 e 25 de Setembro de 1960.
Como sendo os primeiros jogos, a lesão na medula espinhal foi única deficiência presente nesses jogos. Participaram cerca de 400 atletas de 23 países. Chamado primeiramente de "Olimpíadas dos Portadores de Deficiência", o termo "Jogos Paralímpicos" só foi aprovado pelo Comitê Olímpico Internacional (COI) mais tarde, em 1984.

## Modalidades
- Tiro com arco
- Atletismo
- Dardos
- Sinuca
- Natação
- Tênis de mesa
- Basquetebol em cadeira de rodas
- Esgrima em cadeira de rodas

## Quadro de Medalhas
| Ordem | País                   | Medalha de ouro | Medalha de prata | Medalha de bronze |     |
| ----- | ---------------------- | --------------- | ---------------- | ----------------- | --- |
| 1     | ITA Itália             | 29              | 28               | 23                | 80  |
| 2     | GBR Grã-Bretanha       | 20              | 15               | 20                | 55  |
| 3     | FRG Alemanha Ocidental | 15              | 6                | 9                 | 30  |
| 4     | AUT Áustria            | 11              | 8                | 11                | 30  |
| 5     | USA Estados Unidos     | 11              | 7                | 7                 | 25  |
| 6     | NOR Noruega            | 9               | 3                | 4                 | 16  |
| 7     | AUS Austrália          | 3               | 6                | 1                 | 10  |
| 8     | NED Países Baixos      | 3               | 6                |                   | 9   |
| 9     | FRA França             | 3               | 3                | 1                 | 7   |
| 10    | ARG Argentina          | 2               | 3                | 1                 | 6   |
| 11    | RHO Rodésia            | 2               | 1                | 2                 | 5   |
| 12    | IRL Irlanda            | 2               |                  |                   | 2   |
| 13    | SUI Suíça              | 1               | 3                |                   | 4   |
| 14    | BEL Bélgica            | 1               | 1                | 1                 | 3   |
| 15    | FIN Finlândia          | 1               |                  |                   | 1   |
| 16    | ISR Israel             |                 | 2                | 2                 | 4   |
| 17    | MLT Malta              |                 | 2                | 2                 | 4   |
| TOTAL | TOTAL                  | 113             | 94               | 84                | 291 |